# Olivier Yglesias
Olivier Blättler-Yglesias, né à Saint-Gall en Suisse le 18 septembre 1974, est un acteur et administrateur suisse.

## Biographie
Olivier Blättler Yglesias est né d'un père suisse et d'une mère salvadorienne.
Après une formation de commerce, il fait ses débuts au théâtre à l'âge de 23 ans au Conservatoire Supérieur d'Art Dramatique de Genève (E.S.A.D.) sous la direction de Richard Vachoux puis Claude Stratz.
À sa sortie du Conservatoire, et sous l’influence d'un stage dirigé par Jean-Louis Hourdin, il cofonde la compagnie Clair-obscur avec laquelle il monte Le Miracle et Sous les yeux des femmes gardes-côtes au Théâtre du Loup à Genève.
Il travaille notamment sous la direction de Philippe Clévenot dans Anna Christie, Christophe Rauck dans L'Affaire de la rue de Lourcine, Lorenzo Malaguerra dans La nuit juste avant les forêts, Anne Bisang dans Roméo et Juliette, André Steiger dans Les digressions d'A.S, Christian Geoffroy-Schlittler dans La Libération des grands classiques et dans Utopie d'une mise en scène.
Il réalise son premier court-métrage Casting en 2008 qui fut sélectionné au Festival International Tout Écran 2008 dans la section Découverte et qui rencontra un vif succès.
Il joue en 2009 sous la direction de Jacques Vincey dans La nuit des Rois au théâtre de Carouge suivi d'une tournée à travers la France et notamment au MAC de Créteil, à Beauvais sis, La Rochelle, Sceaux.
En 2010 il joue dans La vie est un rêve sous la direction de Galin Stoev créé au Théâtre de La Place à Liège. Ce spectacle sera suivi d'une tournée de 4 mois en Suisse, en France, en Bulgarie.
En 2011, il reprend le spectacle Utopie 2 dans une mise en scène de Christian Geoffroy-Schlittler à L'Arsenic de Lausanne et dans Le Théâtre de Saint-Gervais, au festival FITHEB au Bénin et au Centre Culturel Suisse. Cette même année, il travaille avec Marie-José Malis au théâtre de la Comédie de Genève-centre dramatique dans Le plaisir d'être honnête de Luigi Pirandello.
En 2012 et 2013, il reprend le monologue La nuit juste avant les forêts de Bernard-Marie Koltès au Théâtre du Crochetan à Monthey, au Petithéâtre de Sion, au CDN de Caen à la Comédie de Genève et au Centre Culturel Suisse de Paris, au Festival en arrosoir à Cernier (Neuchâtel)
En 2014, il quitte les planches pour travailler dans la production.

## Théâtre
- 1997 Les Autres de Grinberg, m.e.s de Raoul Pastor au Théâtre des Amis, (Le fils)
- 1998 La Fausse suivante de Goldoni, m.e.s. de Mauro Belucci, au Château de Penthes. (Un Paysan)
- 2000 Anna Christie d’Eugène O'Neill, adaptation Bérangère Bonvoisin, mise en scène Philippe Clévenot, Comédie de Genève, Théâtre Gérard Philipe de Villeurbanne (Le Facteur + assistant à la mise en scène)
- 2001 On ne badine pas avec l'amour de Musset, m.e.s. de Richard Vachoux, au Théâtre de Carouge. (Perdican)
- 2001 3 coups sous les arbres, m.e.s. de Richard Vachoux, au Parc de la Mairie de Vandoeuvres. (Figaro)
- 2001 La nuit juste avant les forêts de Koltès, m.e.s de Lorenzo Malaguerra, à la Halle 52 Artamis. Monologue.
- 2001 La Mouette de Tchekhov, m.e.s. de Luc Martin-Meyer au Théâtre du Crève-Cœur, L(Tréplev)
- 2002 Roméo et Juliette de Shakespeare, m.e.s. d'Anne Bisang, au Théâtre de la Comédie de Genève, (Pâris) et (Le Prince)
- 2002 Don juan ou l'amour de la géométrie de Frisch, m.e.s de Lorenzo Malaguerra, au Théâtre des Salons. (Léporello)
- 2002 L'affaire de la rue Lourcine de Labiche, m.e.s. de Christophe Rauck, au Théâtre Vidy-L, (Mistingue)
- 2003 Le Miracle, Collectif clair-obscur dirigé par Julien George, Théâtre du Loup, (le chef de brigade)
- 2004 Les digressions d'A.S, m.e.s. d'André Steiger au Théâtre de la Comédie de Genève.
- 2005 Le conte d'hiver de Shakespeare, m.e.s. de Martine Paschoud, reprise-tournée, au Théâtre Kleber-Méleau, Berne, Vevey. Création au Théâtre de la Comédie de Genève 2004. (Florizel)
- 2005 La souris se fait la belle de Knobil, m.e.s. de Geneviève Pasquier, coproduction Théâtre Amstramgram/Théâtre de Octogone. (Moe dit Momo)
- 2006 Sous les yeux des femmes garde côtes, Cie clair-obscur, Théâtre du loup (Nandor Mihocs)
- 2006 À ma personnagité de Thévot, m.e.s. Cie Pasquier-Rossier / reprise Théâtre National d'Angers.
- 2006 L'inquiétude de Novarina, m.e.s. de Yvan RHIS, au Théâtre de la Parfumerie.
- 2007 Hamlet de Shakespeare, m.e.s. de Valentin Rossier au Théâtre du Loup et Théâtre de Vidy-L, (Laërte)
- 2007 La stupidité, m.e.s. de Laurence Calame, au Théâtre de l'Orangerie. (5 personnages)
- 2008 Le songe d'une nuit d'été de Shakespeare, m.e.s. de Frédéric Pollier au Théâtre de l'Orangerie. (Lysandre)
- 2008 La noce chez les petits bourgeois de Brecht, m.e.s. de Valentin Rossier au Théâtre du Loup et théâtre de Vidy-L. (le jeune homme)
- 2009 Utopie 1, m.e.s. de Christian Geoffroy-Schlittler au théâtre de St-Gervais. (Maïakovski)
- 2009 La nuit des rois de Shakespeare, m.e.s. de Jacques Vincey au Théâtre de Carouge, Aubusson, Dieppe, Forbach, MAC de Créteil, Sceaux, Beauvais, La Rochelle. (Fabien-Curio)
- 2010 La libération des grands classiques, m.e.s. de Christian Geoffroy-Schlittler au Théâtre de St-Gervais (2008), Arsenic (2009) et Rennweg 26 de Bienne (2010.
- 2010 "Santiago High-Tech" de Cristian Soto, mise en espace de Galin Stoev, au Grand R, scène nationale de La Roche-sur-Yon (France) - lecture publique. (XY)
- 2010  La vie est un rêve de Calderon, m.e.s. de Galin Stoev au Théâtre de La Place à Liège, Théâtre communale Luciano-Pavarotti à Modène, Comédie de Genève, TNB de Rennes, Amiens, St-Étienne, Douais, Tarbes (Astolphe et le Peuple)
- 2011 Maquette autour de Don Juan de Molière, m.e.s. de Christian Geoffroy-Schlittler, au Théâtre de Carouge, Genève
- 2011 Matériau Pathos, (Travail de recherche, HETSR Manufacure, UNIL Lausanne, m.e.s. de Christian Geoffroy-Schlittler au Théâtre de Saint-Gervais
- 2011 Utopie 2, m.e.s de Christian Geoffroy-Schlittler au Théâtre de St-Gervais, Arsenic (rôle de Maiakovski)
- 2012 Le plaisir d'être honnête de Pirandello, m.e.s. de Marie-José Malis au Théâtre de la Comédie de Genève (Le curé de Santa-Marta)
- 2012 Matériau Pathos, (Travail de recherche, HETSR Manufacure, UNIL Lausanne, m.e.s. de Christian Geoffroy-Schlittler au Théâtre TLH Les Halles de Sierre
- 2012 Utopie 2, m.e.s de Christian Geoffroy-Schlittler au Fitheb (Bénin), à La fermeture éclair (Caen), au Petit théâtre de Sion et au CCS Centre Culturel Suisse à Paris.
- 2013 La nuit juste avant les forêts de Koltès, m.e.s de Lorenzo Malaguerra au Théâtre du Crochetan, au Petit théâtre de Sion, au CDN de Caen, à la Comédie de Genève, au Centre Culturel Suisse de Paris, Au Festival en arrosoir à Cernier (Neuchâtel).
- 2014 C'est une affaire entre le ciel et moi, m.e.s. de Christian Geoffroy-Schlittler, au Théâtre Saint-Gervais Genève.

## Filmographie

### Cinéma
- 2001 : Neutre de Xavier Ruiz : Castel
- 2002 : Sexe, Beur et Confiture de Hicham Al Hayat :
- 2003 : La Compagnie des ombres de Christophe Perrier : Philippe
- 2003 : Amour gitan de Pascal Montjovent : Rasko
- 2004 : Love Express de Elena Hazanov : l'homme à la gifle
- 2004 : Syriana de Stephen Gaghan: Jeune arabe
- 2007 : Une journée de Jacob Berger : Le pion d'école
- 2010 : Un amour de jeunesse de Mia Hansen-Løve : Jérémie
- 2011 : Avanti! d'Emmanuelle Antille : Le vendeur Hifi
- 2014 : Pause de Mathieu Urfer : Eric

### Télévision
- 2005 : Vénus et Apollon de Tonie Marshall

### Presse
- http://letroisiemespectacle.net/2012/11/25/la-chevauchee-fantastique-selon-bernard-marie-koltes/
- http://letroisiemespectacle.net/2013/02/03/la-nuit-juste-avant-les-forets/
- www.smile-coaching.ch